# 離
離（り）は八卦の一つ。卦の形は☲であり、初爻は陽、第2爻は陰、第3爻は陽で構成される。または六十四卦の一つであり、離為火。離下離上で構成される。

## 卦象
外側に陽剛の卦、内側に陰柔の卦がある。原義は「一見明るいが中は暗い」。また「二つのものが一つをはさんで向かい合う」である。即ち火・光・稲妻（雷の光）・麗・雉・目・心臓・乳房・喜び·華やかさ・中女・別離対立・紛争・外見・赤（紫）色などを象徴する。方位としては南を示す（地支では午と一致）。
納甲では己、五行の土、五方の中が当てられる。

## 先天図
伏羲先天八卦における次序は三であり、方位は四正卦の一つで東に配される。陰陽消息は二陽で震卦に次ぐ。